# Paul Dummett
Paul Dummett (ur. 26 września 1991 w Newcastle) – walijski piłkarz, występujący na pozycji obrońcy w Newcastle United. W latach 2014–2019 kilkukrotny reprezentant Walii.

## Kariera piłkarska

### Newcastle United
Dummett rozpoczął karierę w akademii Newcastle United. Sporadycznie sprawował również funkcję kapitana w meczach drużyny rezerw.

#### Wypożyczenie do Gateshead
Dummett dołączył do grającego w Conference National Gateshead w marcu 2012. Początkowo było to miesięczne wypożyczenie, jednak zostało ono przedłużone do końca sezonu. W trakcie jego pobytu, Gateshead zachowało czyste konto w sześciu spotkaniach spośród dziesięciu, w których Dummett wziął udział.